# Tamar, Julijske Alpe
Támar je ledeniška dolina v Julijskih Alpah na skrajnem severozahodu Slovenije. Na zahodu jo omejujejo greben Mojstrovk, Travnik (2379 m), Šite, Jalovška škrbina (2138 m) in Goličica (2394 m), na vzhodu pa greben Ponc. Najvidnejše mesto nad Tamarjem ima gora Jalovec (2645 m). Tamar je nadaljevanje doline Planica, svetovno znane po smučarskih skakalnicah, kjer poteka zaključno dejanje svetovnega pokala.
Makadamska cesta vodi iz Planice do planinske postojanke Dom v Tamarju (1108 m). Poleti je dom priljubljen cilj kolesarjev, pozimi pa so do njega speljane tekaške proge. Nedaleč od planinske koče se nahaja gorski potok Nadiža, ki je prvi izvir Save Dolinke.

## Galerija
- Dom v Tamarju
- Dom v Tamarju in kapela Marije Pomagaj
- Potok Nadiža
- Slap Nadiža in Tamar
- Slap Nadiža,Tamar